# The Way of the Dying Race
The Way of the Dying Race är Purusams debutalbum, utgivet av Desperate Fight Records 1996.

## Låtlista[1]
1. "I'm Not One of You"
2. "Above No One"
3. "Let Them Burn"
4. "Cold War"
5. "Christmas, Bloody Christmas"
6. "I Will Disarm All of You and..."
7. "The Way of the Dying Race (Part I)"
8. "The Way of the Dying Race (Part II)"
9. "Your Word Isn't Worth More Than a Puke in the Dust"
10. "Asphyxia"
11. "Unity?"

## Personal[1]
- Anna-Lena - bas
- Fredrik - trummor, mixning
- Johnny - gitarr
- Jon - sång, mixning